# Wim van Beek
Wim van Beek (Woerden, 2 januari 1930 - Peize, 24 juni 2017) was een Nederlandse organist.

## Loopbaan
Van Beek behaalde met onderscheiding het einddiploma van het Koninklijk Conservatorium in Den Haag. Zijn docenten waren onder anderen Adriaan Engels voor orgel en Theo van der Pas voor piano.
Hij begon zijn carrière op het Bätz-orgel in de Haagse Willemskerk. Vervolgens werd hij in 1956 benoemd in de Martinikerk in Groningen, waar hij zestig jaar lang de vaste organist was van het Schnitger-Hinsz-orgel. Toen dat instrument door Jürgen Ahrend langdurig werd gerestaureerd en gereconstrueerd, was Van Beek van 1971 tot 1984 ook organist van de Haagse Grote of Sint-Jacobskerk, als opvolger van zijn leermeester Adriaan Engels. Samen met Engels gaf hij in 1971 het inwijdingsconcert van het toen nieuwe Metzler-orgel in die kerk. 
Hij had een internationale concertcarrière en maakte vele cd-opnamen van oude muziek in de Martinikerk, zowel op het hoofdorgel als op het Le Picard-koororgel. Daarnaast werden van hem cd's uitgebracht met het Huis-orgel van de Antoniuskerk in Kantens, het Hinsz-orgel van de Petruskerk in Leens, het Schnitger-orgel van de Jacobikerk in Uithuizen en het Marcussen-orgel in de Dom van Roskilde. Zijn Bach- en Buxtehude-vertolkingen stonden in hoog aanzien, maar zijn repertoire reikte ook tot de eigentijdse muziek. 
Van Beek was ook docent aan het Stedelijk Conservatorium in Groningen en het Koninklijk Conservatorium in Den Haag. Vele van zijn studenten werden bekende organisten, onder wie Christiaan Ingelse, Theo Jellema, Erwin Wiersinga, Piet Wiersma, Leen de Broekert, Arjan Breukhoven, Peter Adriaansz, Gerrit Stulp, Jan Welmers, Ronald de Jong, Ab Weegenaar, Stef Tuinstra, Sietze de Vries en Liuwe Tamminga. 
Tegen het einde van 2016 stopte Wim van Beek als organist om gezondheidsredenen. Hij stierf in juni 2017 op 87-jarige leeftijd.
- Bibliothèque nationale de France: cb16618612t (data)
- Gemeinsame Normdatei: 1128679671
- International Standard Name Identifier: 0000 0003 7658 8958
- Library of Congress Control Number: no2015155024
- Nationale Bibliotheek van Letland: 000046704
- MusicBrainz: 9478b306-d220-44eb-a940-4fb0de14a227
- Système universitaire de documentation: 166997161
- Virtual International Authority File: 253342628
- WorldCat: E39PBJwRXVwPP4qK7T3GHj86Kd